# Cocoparra National Park
Cocoparra National Park är en park i Australien. Den ligger i delstaten New South Wales, i den sydöstra delen av landet, omkring 460 kilometer väster om delstatshuvudstaden Sydney. Arean är 84 kvadratkilometer.
Trakten runt Cocoparra National Park är nära nog obefolkad, med mindre än två invånare per kvadratkilometer.. Närmaste större samhälle är Yenda, omkring 13 kilometer söder om Cocoparra National Park. 
I omgivningarna runt Cocoparra National Park växer huvudsakligen savannskog. Genomsnittlig årsnederbörd är 499 millimeter. Den regnigaste månaden är mars, med i genomsnitt 77 mm nederbörd, och den torraste är oktober, med 16 mm nederbörd.